# Poszycie przekątniowe

Poszycie diagonalne (przekątniowe)

Poszycie przekątniowe (diagonalne) – jeden z rodzajów klasycznego poszycia kadłuba drewnianych jednostek pływających. Pierwotnie stosowane w kadłubach jednostek ratunkowych, a od połowy XX wieku zaczęło być wykorzystywane również w konstrukcji jachtów sportowych. Współcześnie może być spotykane np. w kadłubie klasy sportowej Finn.
Polega na układaniu wzdłuż szkieletu kadłuba kilku warstw cienkich klepek, przy kącie krzyżowania warstw 90 lub 45 stopni. W technice poszywania przekątniowego klepki zaczyna się układać od najszerszego miejsca szkieletu, jednocześnie dla obydwu burt. Wewnętrzna deska mocowana jest pod odpowiednim kątem do stępki, natomiast zewnętrzna pod kątem 90 stopni do wewnętrznej i obie są łączone np. przy pomocy nitów do wzdłużnika. 
W klasycznej technologii warstwy poszycia były oddzielane od siebie w celu uszczelnienia cienkim płótnem, przesyconym smołą lub minią z pokostem. Po rozpowszechnieniu się wodoodpornych klejów szkutniczych warstwy klepek sklejano ze sobą, co poza radykalnym zwiększeniem wytrzymałości i sztywności poszycia zwiększało też jego szczelność.
W droższych konstrukcjach poza dwiema podstawowymi warstwami ułożonymi względem siebie pod kątem 45° lub 90° stosowano też trzecią, zewnętrzną, ułożoną wzdłuż kadłuba, co imitowało poszycie stykowe (karawelowe).
Poszycie diagonalne w porównaniu z innymi klasycznymi typami poszycia mogło być o wiele lżejsze i zazwyczaj znacznie tańsze. Jego podstawową wadą była niewielka trwałość; problemy z uszczelnieniem styku cienkich klepek, także w wersji klejonej, powodowały przedostawanie się wody między warstwy poszycia, co w krótkim czasie prowadziło do jego nieodwracalnej degradacji. Kadłuby łodzi poszywanych tą metodą rzadko mogły przetrwać dłużej niż kilka sezonów bez całkowitej wymiany poszycia.
W latach 70. i 80. XX w. poszycie diagonalne uległo ewolucji -zamiast paru warstw stosunkowo grubych klepek zaczęto stosować liczne cienkie warstwy obłogów ze szlachetnego drewna (np. mahoniu), klejone ze sobą żywicami syntetycznymi. Kadłuby takie, do czasu rozpowszechnienia materiałów hi-tech (kevlarowych i węglowych zbrojeń laminatów) pod względem wytrzymałości, lekkości, a zwłaszcza odporności na zmęczenie dalece przewyższały kadłuby z ówcześnie stosowanych laminatów. Do dzisiaj jachty regatowe z takim poszyciem (nazywanym "sklejkowym formowanym na zimno") bywają bardzo wysoko cenione i wykorzystywane w wymagających regatach. 
Współcześnie poszycie diagonalne (z wykorzystaniem obłogów i żywic epoksydowych) bywa stosowane (choć nie tak często jak poszycie listewkowe, od którego jest trudniejsze w budowie, choć szybsze) w amatorskiej budowie jachtów żaglowych, kajaków, canoe itp. w różnych upraszczających technologię odmianach (np. metodą Ashcrofta). Jachty takie, pod warunkiem zachowania ścisłego reżimu technologicznego (dotyczącego klejenia warstw) i wykorzystania dobrej jakości materiałów, mają bardzo wysokie walory użytkowe. Uważane są za "szlachetniejsze" i bardziej estetyczne od jachtów z laminatów; poszycie takie ma trwałość porównywalną z laminatami, i jest równie łatwe w konserwacji.